# ユースワーク
ユースワーク（英語: youth work）とは年長の子どもや思春期の若者を対象としたコミュニティでの支援活動である。地域や文化圏によって、ユースワークにはさまざまなサービスや機関が存在している。一般的には、ユースワークは若者がインフォーマルな学びを得られる環境を提供する。活動への参加を通じてユースワークは若者が自分の声を見つけ、影響や社会での居場所を見つけ、自立していくことを可能とする 。ユースワークの活動は若者を教育し、エンパワーメントする包括的なものであり、さまざまな人たちの協働や、機会平等の確保、多様性の尊重に基づいている。

## 概要
「ユースワーク」は、若者に影響を与えることを目的とした活動である。ユースワークはゆるやかに関連する一連の活動であり、その定義は時代に応じて定義や検討が繰り返されてきた。アイルランドで2001年に制定されたユースワーク法によれば、次のように言及されている。
「ユースワーク」とは青少年の自発的な参加を通じて青少年の人格的・社会的発達を助け、向上させることを目的とした計画的な教育プログラムであって(a)正式な、学術的な、または職業的な教育や訓練を補完するもの(b)主として自発的なユースワーク組織によって提供されるものをいう。
一方で、この定義はユースワークを狭く定義しすぎているとの批判もある。Hilary Jenkinsonは「ユースワークは社会と関わり、不平等な社会に社会変革をもたらすことを目指すべきだ」と述べる。また、ジュリアス・ニエレレのように、ユースワークにおける教育とは、若者の自発的な追求に基づくものでなくてはならず、それが個人的・社会的解放のツールとなると定義する人もいる。
2010年に開かれた第一回欧州ユースワーク大会宣言では「ユースワークはどのような若者集団であっても、それを包摂や参加の対象としてのみみたりせず、逆に社会の多様性を促進する運動のパートナーと見るべきである」と触れられている
日本では2021年にユースワーカー養成研究会によって「ユースワークは、若者を子どもから大人への移行期にいるすべての人と捉え、若者が権利主体として自己選択と決定が保障される自由な活動の場を若者とともに形成し、若者及び若者と関わる大人やコミュニティ、社会システムに働きかける実践である」と定義が試みられている。

## ユースワーカー
ユースワーカーとは、ユースワークの分野で活躍する人々のことである。その仕事には、若者を社会の一員として包摂し、成長と発達に必要な社会資源と結びつけることが含まれる。イギリスの全国青少年機関では、ユースワークにおける倫理規定として、若者に敬意をもって接すること、若者の自己決定や選択を尊重すること、若者の福祉や安全を保障すること、違いを尊重し社会の中にある差別的な構造に立ち向かい社会正義に貢献することなどを挙げている。